# Bèlasvilas
Bèlasvilas (francès Vallesvilles) és un municipi occità del Lauraguès, al Llenguadoc, situat en el departament de l'Alta Garona, a la regió d'Occitània.

## Monument

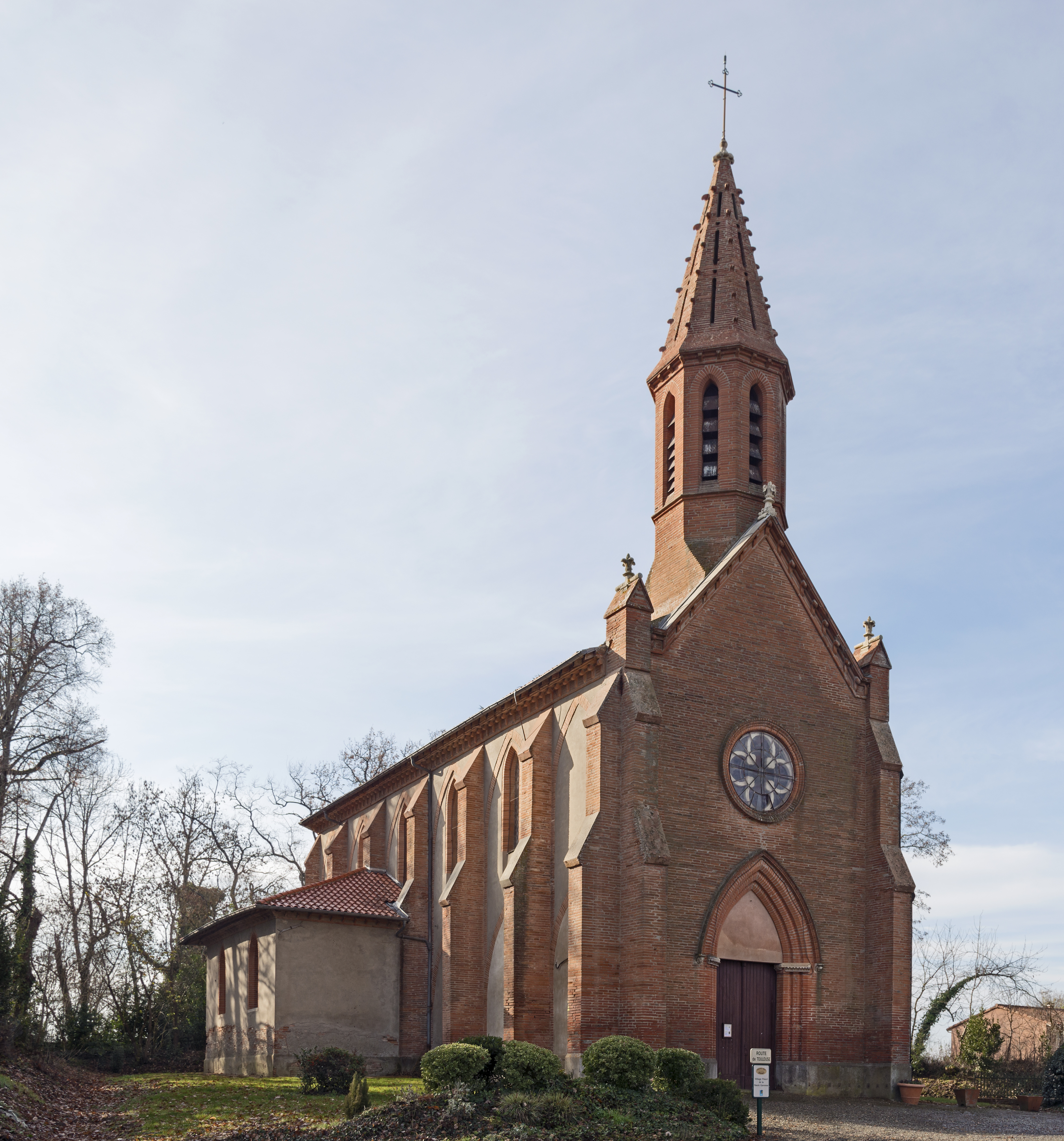
L'Església de Sant Martí